# Henryk Domański
Henryk Domański (ur. 1952) – polski socjolog, profesor nauk humanistycznych,  były dyrektor Instytutu Filozofii i Socjologii Polskiej Akademii Nauk.

## Życie i działalność naukowa
W latach 1971–1976 studiował socjologię na Uniwersytecie Warszawskim. W 1983 obronił doktorat w Instytucie Filozofii i Socjologii PAN przedkładając pracę Rola klasyfikacji zawodów w analizie struktury społecznej, w 1987 habilitował się (Segmentacja rynku pracy a struktura społeczna). Od 1993 jest profesorem nauk humanistycznych.
Wykładał między innymi w Inter-University Centre for Postgraduate Studies w Dubrowniku. Był stypendystą Uniwersytetu w Heidelbergu, Nuffield College i Saint Ann College na Uniwersytecie Oksfordzkim, Uniwersytetu Stanu Ohio, Narodowego Uniwersytetu Australijskiego (Canberra). Był dyrektorem Instytutu Filozofii i Socjologii PAN w latach 2000–2012.
Jest członkiem Komitetu Socjologii PAN. W latach 2019-2023 był członkiem Rady Doskonałości Naukowej I kadencji. Przewodniczący Rady Statystyki powołanej przez Prezesa Rady Ministrów w IV kadencji (2006–2007) a następnie w VI i VII kadencji w latach 2017–2027. W latach 1997–2012 przedstawiciel Polski w Steering Committee i Scientific Advisory Board w ramach międzynarodowego badania Europejski Sondaż Społeczny. W latach 2003–2012 członek Steering Committee of the Quantitative Methods in Social Sciences – programu realizowanego przez European Science Foundation dotyczącego kształcenia badaczy w zakresie zaawansowanych metod statystycznych.  
Jest w Instytucie Filozofii i Socjologii PAN kierownikiem Zespołu Badania Struktury Społecznej. Pracował także w Collegium Civitas, gdzie pełnił funkcje prorektora.
Zajmuje się między innymi badaniem obiektywnych i świadomościowych aspektów podziału społeczeństwa na warstwy i klasy społeczne.
Jest autorem kilkudziesięciu artykułów i książek na temat stratyfikacji i ruchliwości społecznej oraz metodologii badań społecznych. W latach 1995–2023 redaktor naczelny czasopisma ASK: Research & Methods. W latach 1997–2000 był redaktorem naczelnym Studiów Socjologicznych.
Wszedł w skład komitetu wspierającego kandydaturę Karola Nawrockiego na prezydenta RP w wyborach w 2025.

## Wybrane publikacje książkowe
Autor lub współautor
- Rola klasyfikacji zawodów w analizie struktury społecznej. Ossolineum, Wrocław 1985.
- (ze Zbigniewem Sawińskim) Wymiary struktury społecznej. Analiza porównawcza. Ossolineum, Wrocław 1986.
- Segmentacja rynku pracy a struktura społeczna. Ossolineum, Wrocław 1987.
- (z Januszem Witkowskim) Struktura społeczno-zawodowa a ruchliwość społeczna i przestrzenna w Polsce. Szkoła Główna Planowania i Statystyki, Warszawa 1989.
- (współautor) Struktura społeczna. Schemat konceptualny i warsztat badawczy. Wydawnictwo Instytutu Filozofii i Socjologii PAN, Warszawa 1989.
- (ze Zbigniewem Sawińskim) Wzory prestiżu a struktura społeczna. Ossolineum, Wrocław 1991.
- Klasy społeczne, grupy społeczno-zawodowe, organizacje gospodarcze. Struktura społeczna w krajach rozwiniętego kapitalizmu. Wydawnictwo IFiS PAN, Warszawa 1991.
- Zadowolony niewolnik. Studium o zróżnicowaniu społecznym między kobietami i mężczyznami w Polsce. Wydawnictwo Instytutu Filozofii i Socjologii PAN, Warszawa 1992.
- Społeczeństwa klasy średniej. Wydawnictwo Instytutu Filozofii i Socjologii PAN, Warszawa 1994, 326 s.
- Na progu konwergencji. Stratyfikacja społeczna w krajach Europy Środkowej i Wschodniej. Wydawnictwo Instytutu Filozofii i Socjologii PAN, Warszawa 1996, 245 s.
- Wpływ ankieterów na postawy wyborcze. Wybory parlamentarne '97 w Polsce. CBOS, Warszawa 1998.
- Zadowolony niewolnik idzie do pracy. Postawy wobec aktywności zawodowej kobiet w 23 krajach. Wydawnictwo Instytutu Filozofii i Socjologii PAN, Warszawa 1999.
- Prestiż. Fundacja Nauki Polskiej, Wydawnictwo Funna, Wrocław 1999.
- On the Verge of Convergence. Social Stratification in Eastern Europe. Central European University Press, Budapest 2000.
- Hierarchie i bariery społeczne w Polsce w latach 90.. Wyd. Instytutu Spraw Publicznych, Warszawa 2000.
- (z Mike Ingham i Hilary Ingham) Women on the Polish Labor Market. Central European University Press, Budapest 2001.
- Polska klasa średnia. Wyd. Fundacja na Rzecz Nauki Polskiej i Wyd. Wrocławskie, Wrocław 2002, 172 s.
- Ubóstwo w społeczeństwach postkomunistycznych. Wyd. Instytutu Spraw Publicznych. Warszawa 2002, 124 s.
- O ograniczeniach badań nad strukturą społeczną. Wydawnictwo IFiS , Warszawa 2002.
- O ruchliwości społecznej w Polsce. Wydawnictwo IFiS PAN, Warszawa 2004.
- Struktura społeczna. Wydawnictwo Naukowe Scholar, Warszawa 2004, 277 s.
- Polska. Jedna czy wiele?. Wydawnictwo Trio, Warszawa 2005.
- (z Z. Sawińskim i K.M. Słomczyńskim) Nowa klasyfikacja i skale zawodów. Socjologiczne wskaźniki pozycji społecznej w Polsce. Wydawnictwo IFiS PAN, Warszawa 2007, ISBN 978-83-7388-130-3.
- (z Dariuszem Przybyszem) Homogamia małżeńska a hierarchie społeczne. Wydawnictwo IFiS PAN, Warszawa 2007.
- (ze Zbigniewem Sawińskim i Kazimierzem M. Słomczyńskim, tłum. Jerzyna Słomczyńska) Sociological tools measuring occupations. New classification and scales. Wydawnictwo IFiS PAN, Warszawa 2009 (oryg. Nowa klasyfikacja i skale zawodów. Socjologiczne wskaźniki pozycji społecznej w Polsce 2007).
- Społeczeństwa europejskie stratyfikacja i systemy wartości. Wydawnictwo Naukowe Scholar, Warszawa 2009, 285 s., ISBN 978-83-7383-398-2.
- (z Arturem Pokropkiem) Podziały terytorialne, globalizacja a nierówności społeczne. Wprowadzenie do modeli wielopoziomowych. Wydawnictwo Naukowe Scholar, Warszawa 2011.
- Sprawiedliwe nierówności zarobków. Wydawnictwo Naukowe Scholar, Warszawa 2013, 180 s.
- (z Arturem Pokropkiem i Tomaszem Żółtakiem) Stratyfikacja społeczna a zachowania polityczne. Kraje europejskie w latach 2002–2012. Wydawnictwo Instytutu Filozofii i Socjologii PAN, Warszawa 2014.
- Czy są w Polsce klasy społeczne?. Wydawnictwo Krytyki Politycznej, Warszawa 2015, 256 s., ISBN 978-83-64682-39-1.
- The Polish Middle Class.. Peter Lang Edition, Frankfurt am Main 2015.
- Prestige. Peter Lang Edition, Frankfurt am Main 2015.
- (ze Zbigniewem Karpińskim, Dariuszem Przybyszem i Justyną Straczuk. Wzory jedzenia a struktura społeczna. Wydawnictwo Naukowe Scholar, Warszawa 2015.
- (z Dariuszem Przybyszem, Katarzyną M. Wyrzykowską i Kingą Zawadzką) Dystynkcje muzyczne. Stratyfikacja muzyczna i gusty muzyczne Polaków. Wydawnictwo Naukowe Scholar, Warszawa 2021.

Redakcja prac zbiorowych
- (współredaktor) Co to znaczy być kobietą w Polsce?. Wydawnictwo IFiS PAN, Warszawa 1995.
- (współredaktor) Elementy nowego ładu. Wydawnictwo IFiS PAN, Warszawa 1997.
- (współredaktor) Spojrzenie na metodę. Studia z metodologii badań socjologicznych. Wydawnictwo IFiS PAN, Warszawa 1999.
- (współredaktor z Antoniną Ostrowską i Andrzejem Rychardem) Jak żyją Polacy?. Wydawnictwo IFiS PAN, Warszawa 2000.
- (współredaktor) Niepokoje polskie. Wydawnictwo IFiS PAN, Warszawa 2004.
- (współredaktor z Antoniną Ostrowską i Pawłem B. Sztabińskim) W środku Europy? Wyniki Europejskiego Sondażu Społecznego. Wydawnictwo IFiS PAN, Warszawa 2006.
- (współredaktor) Publicystyczny komentarz socjologów, analizy, polemiki, wywiady. Wydawnictwo IFiS PAN, Warszawa 2006, ISBN 83-7388-114-X.
- (redaktor) Zmiany stratyfikacji społecznej w Polsce. Wydawnictwo IFiS PAN, Warszawa 2008, ISBN 978-83-7388-167-9.
- (redaktor) Inteligencja w Polsce. Specjaliści, twórcy, klerkowie, klasa średnia?. Wydawnictwo IFiS PAN, Warszawa 2008, ISBN 978-83-7388-160-0.
- (współredaktor z Andrzejem Rychardem) Legitymizacja w Polsce. Nieustający kryzys w zmieniających się warunkach?. Wydawnictwo IFiS PAN, Warszawa 2010.